# Karl Stoss

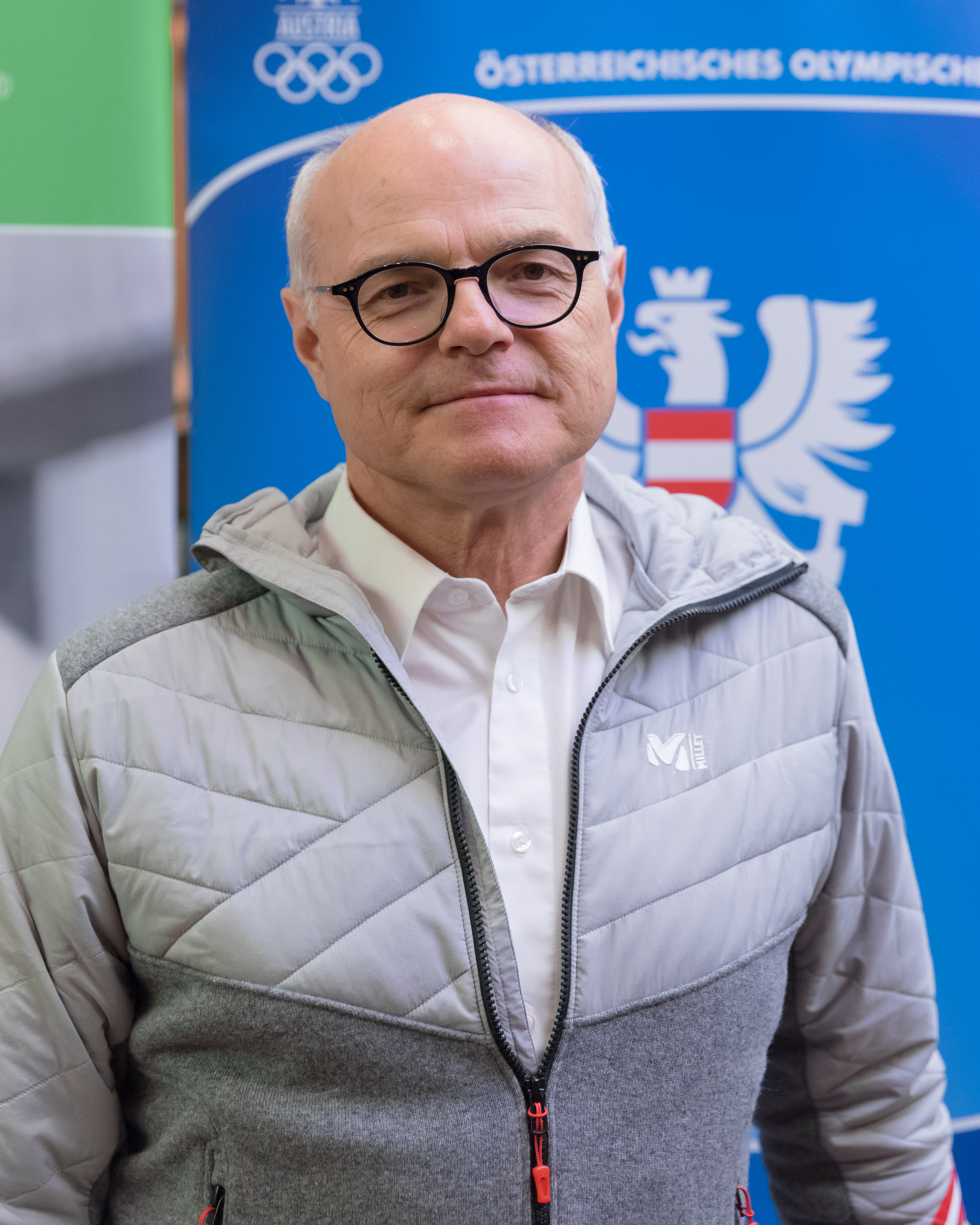
Karl Stoss (2018)

Karl Stoss (* 26. November 1956 in Dornbirn) ist ein österreichischer Manager. Er war von 2007 bis 2017 Generaldirektor der Casinos Austria AG und von 2009 bis 2025 Präsident des Österreichischen Olympischen Comités (ÖOC).

## Leben
Stoss stammt aus Vorarlberg und war in seiner Jugend erfolgreicher Schwimmer und Wasserballer.
Nach der Matura an der Höheren Bundeslehr- und Versuchsanstalt für Textilindustrie in Dornbirn 1977 studierte er Betriebswirtschaftslehre an der Universität Innsbruck. Nach der Sponsion zum Mag. rer. soc. oec. arbeitete er als Vertragsassistent am dortigen Institut für Industrie und Handel sowie von 1984 bis 1986 bei der Vorarlberger Landesversicherung in Bregenz. 1986 wurde er in Innsbruck zum Dr. rer. soc. oec. promoviert. Während seiner Studentenzeit wurde er Mitglied der katholischen Studentenverbindung AV Raeto-Bavaria Innsbruck im ÖCV.
Von 1986 bis 1996 war er Partner und Bereichsleiter am MZSG Management Zentrum St. Gallen (heute Malik Management Zentrum St. Gallen AG) sowie Lehrbeauftragter an der Universität Innsbruck. 1997 wurde er Stellvertretender Vorstandsvorsitzender und Generaldirektor-Stellvertreter der Österreichischen Postsparkasse AG, ehe er 2001 in den Vorstand der Raiffeisen Zentralbank AG wechselte. Im Jahr 2005 wurde er Generaldirektor der Generali Versicherung AG und der Generali Holding Vienna AG. Seit 25. Mai 2007 ist er als Nachfolger von Leo Wallner Generaldirektor der Casinos Austria AG.

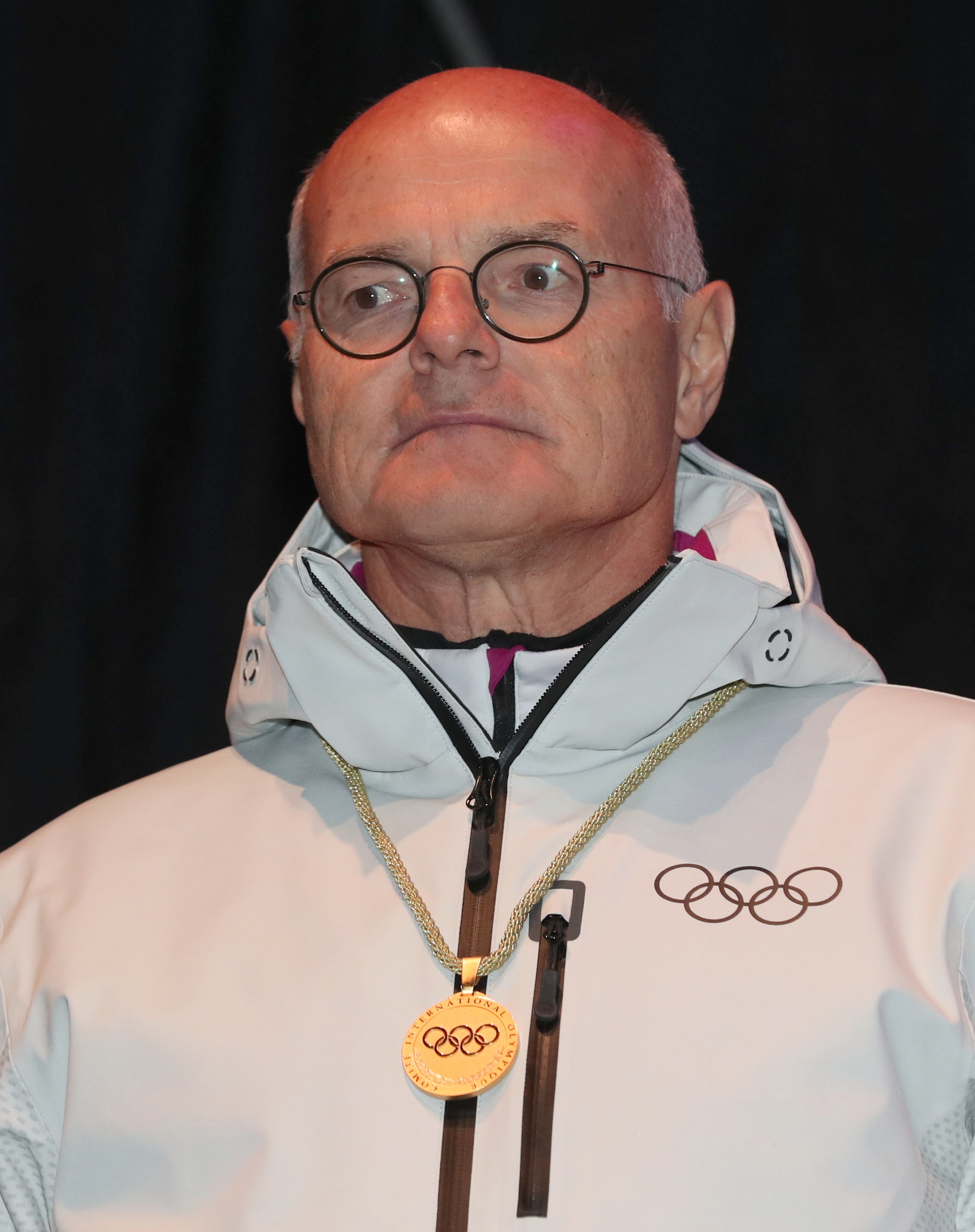
Stoss in seiner Funktion als Mitglied des Internationalen Olympischen Komitees bei einer Siegerehrung bei den Olympischen Jugend-Winterspielen 2020.

Am 22. Oktober 2009 wurde Stoss zum Präsidenten des Österreichischen Olympischen Comités (ÖOC) gewählt, womit er auch in dieser Funktion die Nachfolge von Leo Wallner antrat. 2016 wurde er als bislang zehnter Österreicher Mitglied des Internationalen Olympischen Komitees.
Am 28. November 2016 erhielt Stoss das Große Goldene Ehrenzeichen für Verdienste um die Republik Österreich. Die Auszeichnung würdigt seine engagierte Arbeit für die Casinos Austria und Österreichische Lotterien Gruppe sowie für das Österreichische Olympische Comité. Stoss ist weiters seit zehn Jahren Präsident der Österreichisch-Liechtensteinischen Gesellschaft. Für sein Engagement um die Pflege und Förderung der österreichisch-liechtensteinischen Beziehungen überreichte ihm S.D. Erbprinz Alois von und zu Liechtenstein am 18. Jänner 2017 das Komturkreuz mit dem Stern des Fürstlich Liechtensteinischen Verdienstordens.
Am 1. März 2017 wurde er bei der Ordentlichen Hauptversammlung des ÖOC im „Studio 44“ in Wien für weitere vier Jahre als dessen Präsident wiedergewählt. Er war als einziger Kandidat angetreten.
Mit 1. Juli 2017 folgte ihm Alexander Labak als Generaldirektor der Casinos Austria AG sowie Vorstandsvorsitzender der Österreichischen Lotterien nach.
Am 24. März 2025 wurde Horst Nussbaumer zu seinem Nachfolger als Präsident des ÖOC gewählt.

## Privates
Stoss ist verheiratet und Vater dreier Kinder. Zu seinen Hobbys zählt das Extrembergsteigen.

## Funktionen
- Mitglied des Universitätsrates der Universität Wien[8].
- Vorstandsmitglied im Vienna Economic Forum

## Auszeichnungen
- 2008: Großes Silbernes Ehrenzeichen für Verdienste um die Republik Österreich[9]
- 2016: Großes Goldenes Ehrenzeichen für Verdienste um die Republik Österreich
- 18. Januar 2017: Komturkreuz mit dem Stern des Fürstlich Liechtensteinischen Verdienstordens[10]